# Lobodice
Lobodice är en ort i Tjeckien.   Den ligger i regionen Olomouc, i den östra delen av landet, 220 km öster om huvudstaden Prag. Lobodice ligger 195 meter över havet och antalet invånare är 688.
Terrängen runt Lobodice är platt.Runt Lobodice är det ganska tätbefolkat, med 230 invånare per kvadratkilometer. Närmaste större samhälle är Prostějov, 15,5 km nordväst om Lobodice. Trakten runt Lobodice består till största delen av jordbruksmark.